# Vestingstedenroute
De vestingstedenroute is een toeristische autoroute in Nederland. De route langs Nederlandse vestingsteden bestaat uit verschillende deelroutes: Gelderland, Utrecht, Zuid-Holland, Zuiderwaterlinie. De Vestingstedenroute is een initiatief van de Vereniging Nederlandse Vestingsteden (VNV) en de Koninklijke Nederlandsche Automobiel Club (KNAC).
De Gelderland-vestingstedenroute bestaat uit etappe 1 van Zutphen langs Lochem, Groenlo, Bredevoort, 's-Heerenberg naar Doesburg en etappe 2 van Wageningen via Tiel, Buren, Culemborg tot Zaltbommel en Slot Loevestein.
De Utrecht-vestingstedenroute omvat ook twee etappes: etappe 1 van IJsselstein via Oudewater en Montfoort tot Woerden, etappe 2 van Woerden via Breukelen tot Slot Zuylen.
De Zuid-Holland-vestingstedenroute loopt in etappe 1 van Gouda via Schoonhoven, Nieuwpoort, Gorinchem naar Woudrichem en etappe 2 van Dordrecht via Hellevoetsluis naar Brielle.
Tot slot, de Zuiderwaterlinie-vestingstedenroute omvat meerdere etappes: Etappe 1 loopt langs Grave, Megen en Ravenstein tot Heusden. Etappe 2 loopt van Heusden tot Geertruidenberg, etappe 3 van Geertruidenberg via Klundert tot Willemstad en etappe 4 van Willemstad via Steenbergen tot Bergen-op-Zoom.